# Zorzines broui
Zorzines broui là một loài bướm đêm trong họ Noctuidae.